# Carrajung
Carrajung is een plaats in de Australische deelstaat Victoria en telt ongeveer 100 inwoners.